# Belmont Courthouse State Historic Park
Belmont Courthouse State Historic Park é um parque estadual do Nevada, Estados Unidos, Toquima Range do condado de Nye. Fica localizado na cidade fantasma de Belmont a 72 quilómetros da capital do condado  Tonopah.
O tribunal foi parcialmente restaurado e está aberto ao público, foi edificado em 1876. Foi sede do governo do condado até 1905. Não existe na atualidade serviços públicos em Belmont. Existem piqueniques e um parque de campismo fornecidos pelo U. S. Forest Service Pine Creek Campground no Monitor Valley, que fica situado a 32 quilómetros de Belmont.
O tribunal passou fazer parte do Nevada State Parks em 1974.

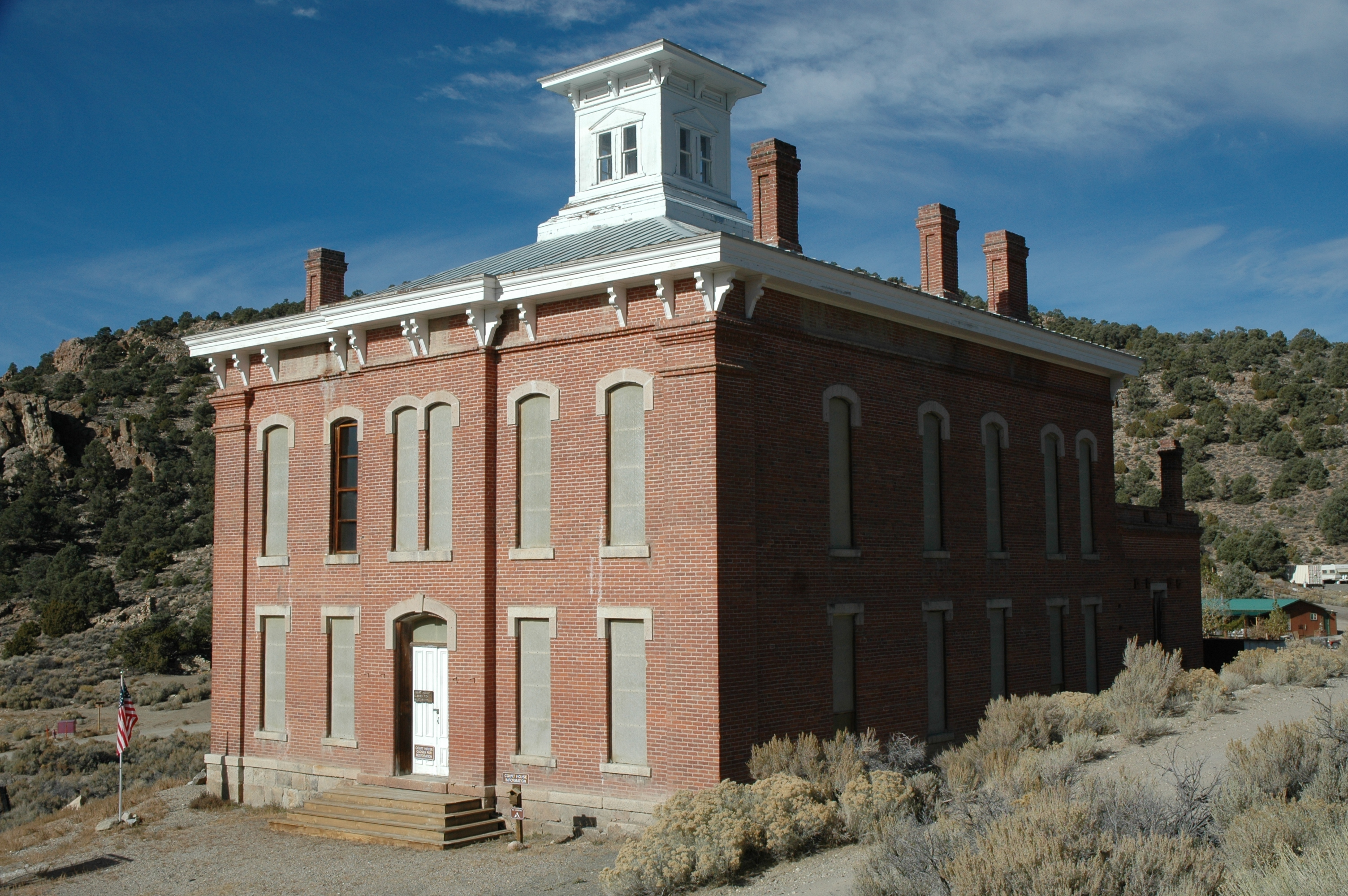
Edifício do governo.